# Голяма светеща акула
Голямата светеща акула (Etmopterus princeps) е вид акула от семейство Светещи акули (Etmopteridae).

## Разпространение и местообитание
Видът е разпространен във Великобритания, Гибралтар, Гренландия, Исландия, Испания (Канарски острови), Канада (Нова Скотия), Мавритания, Мароко, Португалия (Азорски острови), САЩ (Кънектикът, Масачузетс, Ню Джърси и Ню Йорк), Фарьорски острови и Франция.
Среща се на дълбочина от 146 до 2213 m, при температура на водата от 2,3 до 8,5 °C и соленост 33,3 – 35,4 ‰.

## Описание
На дължина достигат до 75 cm.